# Elsässische Weinkönigin
Die Elsässische Weinkönigin (französisch: Reine des vins d'Alsace) repräsentiert das Weinbaugebiet Elsass. Sie wird seit 1954 alljährlich auf dem Weinforum (Foire aux vins) in Colmar gekürt, organisiert vom Conseil Interprofessionnel des Vins d’Alsace (CIVA) und dem Generalkommissariat (commissariat général) des Weinforums.
Jede Kandidatin muss französische Staatsbürgerin, zum Zeitpunkt der Wahl mindestens 18, höchstens 25 Jahre alt und unverheiratet sein. Sie muss in einem Elsässer Weinbaubetrieb arbeiten und sollte Kenntnisse des Elsässer Weinbaus, seiner Weine, Gastronomie sowie des regionalen Tourismus haben.
Ihre Stellung ist in Frankreich einzigartig, da es dort zurzeit weder andere regionale noch nationale Weinköniginnen gibt. Lediglich für die 1930er Jahre ist die Wahl einer Reine des vins de France nachgewiesen.

## Bisherige Weinköniginnen
1. 1954 und 1955:0 Marguerite Binner, Ammerschwihr
2. 1956:0 Mimi Feck
3. 1957:0 Alice Siegler
4. 1958:0 Béatrice Hebinger
5. 1959:0 Élisabeth Jamm
6. 1960:0 Suzanne Lehmann
7. 1961:0 Maria Moritz
8. 1962:0 Jeanne Ebersold
9. 1963:0 Christiane Werner
10. 1964:0 Monique Schoepfer
11. 1965:0 Odile Ruhlmann
12. 1966:0 Angèle Bohn
13. 1967:0 Renée Marthe Ebelmann
14. 1968:0 Chantal Bugalski
15. 1969:0 Marie-Odile Schoepfer
16. 1970:0 Nicole Baumann
17. 1971:0 Marie-Paule Urban
18. 1972:0 Chantal Reecht
19. 1973:0 Annie Armbruster
20. 1974:0 Monique Klinger
21. 1975:0 Marie-Blanche Zusslin
22. 1976:0 Marie-Line Baur
23. 1977:0 Anne-Élisabeth Schaefle
24. 1978:0 Édith Hurst
25. 1979:0 Francine Steber
26. 1980:0 Isabelle Vorburger
27. 1981:0 Véronique Meyer
28. 1982:0 Catherine Frey
29. 1983:0 Éliane Haegelin
30. 1984:0 Béatrice Meyer
31. 1985:0 Martine Guth
32. 1986:0 Danielle Bléger
33. 1987:0 Florence Immele
34. 1988:0 Marie-Joséphe Riefle
35. 1989:0 Sabdra Winter
36. 1990:0 Valérie Fugler
37. 1991:0 Patricia Gsell
38. 1992:0 Claudia Weinmann
39. 1993:0 Béatrice Binner, Ammerschwihr
40. 1994:0 Denise Martin
41. 1995:0 Anne-Catherine Schmitt
42. 1996:0 Anne-Caroline Grosdemange
43. 1997:0 Agathe Binnert
44. 1998:0 Laurence Bettinger
45. 1999:0 Agnès Humbrecht
46. 2000:0 Sophie Jung Hesse, Steinbourg
47. 2001:0 Séverine Laval
48. 2002:0 Sophie Mahon
49. 2003:0 Sylvie Hurlimann
50. 2004:0 Marie-Odile Goefft, Traenheim
51. 2005:0 Mélanie Hobel, Kientzheim
52. 2006:0 Sophie Schutz, Scherwiller
53. 2007:0 Florence Schneider, Mussig
54. 2008:0 Frédérique Baltzinger, Gertwiller
55. 2009:0 Christelle Risser, Turckheim
56. 2010:0 Catherine Hirsinger, Ingersheim
57. 2011:0 Géraldine Trésoret, Barr
58. 2012:0 Amélie Baril, Rorschwihr
59. 2013:0 Aurélie Schneider, Eguisheim
60. 2014:0 Marine Sohler, Nothalten
61. 2015:0 Laëtitia Pantzer, Dorlisheim
62. 2016:0 Mathilde Fleith
63. 2017:0 Justine Schmitt
64. 2018:0 Margaux Jung
65. 2019:0 Virginie André